# Marshall County (Kansas)
Marshall County ist ein County im Bundesstaat Kansas der Vereinigten Staaten. Der Verwaltungssitz (County Seat) ist Marysville. Das U.S. Census Bureau hat bei der Volkszählung 2020 eine Einwohnerzahl von 10.038 ermittelt.

## Geographie
Das County liegt im Nordosten von Kansas, grenzt im Norden an Nebraska und hat eine Fläche von 2342 Quadratkilometern, wovon fünf Quadratkilometer Wasserfläche sind. Es grenzt in Kansas im Uhrzeigersinn an folgende Countys: Nemaha County, Pottawatomie County, Riley County und Washington County.

## Geschichte
Marshall County wurde am 25. August 1855 gebildet und gehört zu den ersten 33 Countys, die von der ersten Territorial-Verwaltung gebildet wurden. Benannt wurde es nach Frank J. Marshall, einem US-General, der eine Fähre zur Überquerung des Big Blue River erbaute. Am 30. Mai 1879 zog der Tornado Irving durch das County. Er erreichte die Stärke F4 auf der Fujita-Skala, was eine Windgeschwindigkeit von 333–419 km/h bedeutet, und hinterließ einen Pfad der Verwüstung von rund 700 m Breite und 160 km Länge. Dabei starben 18 Menschen und 60 wurden verletzt.
21 Bauwerke und Stätten des Countys sind im National Register of Historic Places eingetragen (Stand 30. August 2017).

## Demografische Daten
Nach der Volkszählung im Jahr 2000 lebten im Marshall County 10.965 Menschen. Davon wohnten 244 Personen in Sammelunterkünften, die anderen Einwohner lebten in 4458 Haushalten und 3026 Familien. Die Bevölkerungsdichte betrug 5 Einwohner pro Quadratkilometer. Ethnisch betrachtet setzte sich die Bevölkerung zusammen aus 98,14 Prozent Weißen, 0,23 Prozent Afroamerikanern, 0,36 Prozent amerikanischen Ureinwohnern, 0,19 Prozent Asiaten, 0,02 Prozent Bewohnern aus dem pazifischen Inselraum und 0,26 Prozent aus anderen ethnischen Gruppen; 0,80 Prozent stammten von zwei oder mehr Ethnien ab. 0,76 Prozent der Bevölkerung waren spanischer oder lateinamerikanischer Abstammung.
Von den 4458 Haushalten hatten 30,2 Prozent Kinder unter 18 Jahren, die mit ihnen gemeinsam lebten. 59,7 Prozent waren verheiratete, zusammenlebende Paare, 5,4 Prozent waren allein erziehende Mütter und 32,1 Prozent waren keine Familien. 29,5 Prozent aller Haushalte waren Singlehaushalte und in 17,0 Prozent lebten Menschen mit 65 Jahren oder darüber. Die Durchschnittshaushaltsgröße betrug 2,40 und die durchschnittliche Familiengröße betrug 2,98 Personen.
25,0 Prozent der Bevölkerung waren unter 18 Jahre alt. 6,6 Prozent zwischen 18 und 24 Jahre, 23,6 Prozent zwischen 25 und 44 Jahre, 22,8 Prozent zwischen 45 und 64 Jahre und 22,0 Prozent waren 65 Jahre alt oder älter. Das Durchschnittsalter betrug 42 Jahre. Auf 100 weibliche Personen kamen 96,8 männliche Personen. Auf 100 erwachsene Frauen ab 18 Jahren kamen 94,0 Männer.
Das jährliche Durchschnittseinkommen eines Haushalts betrug 32.089 USD, das Durchschnittseinkommen einer Familie betrug 39.705 USD. Männer hatten ein Durchschnittseinkommen von 28.361 USD, Frauen 19.006 USD. Das Prokopfeinkommen betrug 17.090 USD. 6,4 Prozent der Familien und 9,2 Prozent der Bevölkerung lebten unterhalb der Armutsgrenze.

## Städte und Gemeinden
Im Marshall County gibt es neun Gemeinden, die alle – wie in ganz Kansas – Cities genannt werden.
| Name                | Gesamtfläche | Einwohner   | Einwohner  |
| Name                | km²          | Stand: 2000 | Stand 2020 |
| ------------------- | ------------ | ----------- | ---------- |
| Axtell              | 1,3          | 445         | 399        |
| Beattie             | 0,6          | 277         | 197        |
| Blue Rapids         | 5,4          | 1.088       | 928        |
| Frankfort           | 2,6          | 855         | 730        |
| Marysville          | 8,5          | 3271        | 3447       |
| Oketo               | 0,3          | 87          | 64         |
| Summerfield         | 0,9          | 211         | 125        |
| Vermillion          | 0,7          | 107         | 76         |
| Waterville          | 1,3          | 681         | 658        |
| Unincorporated Area | 2.320,4      | 3.943       |            |

Townships
- Balderson Township
- Bigelow Township
- Blue Rapids City Township
- Blue Rapids Township
- Center Township
- Clear Fork Township
- Cleveland Township
- Cottage Hill Township
- Elm Creek Township
- Franklin Township
- Guittard Township
- Herkimer Township
- Lincoln Township
- Logan Township
- Marysville Township
- Murray Township
- Noble Township
- Oketo Township
- Richland Township
- Rock Township
- St. Bridget Township
- Vermillion Township
- Walnut Township
- Waterville Township
- Wells Township